# فرابیم‌آوردندان
فرابیم‌آوردندان (نام علمی: Metamynodon) نام یک سرده از تیره بیم‌آوردندانان است.